# Kvænangen (Kommune)
Kvænangen (nordsamisch: Návuona suohkan) ist eine Kommune im norwegischen Fylke Troms. Die Kommune hat 1131 Einwohner (Stand: 1. Januar 2025). Verwaltungssitz ist die Ortschaft Burfjord.

## Geografie

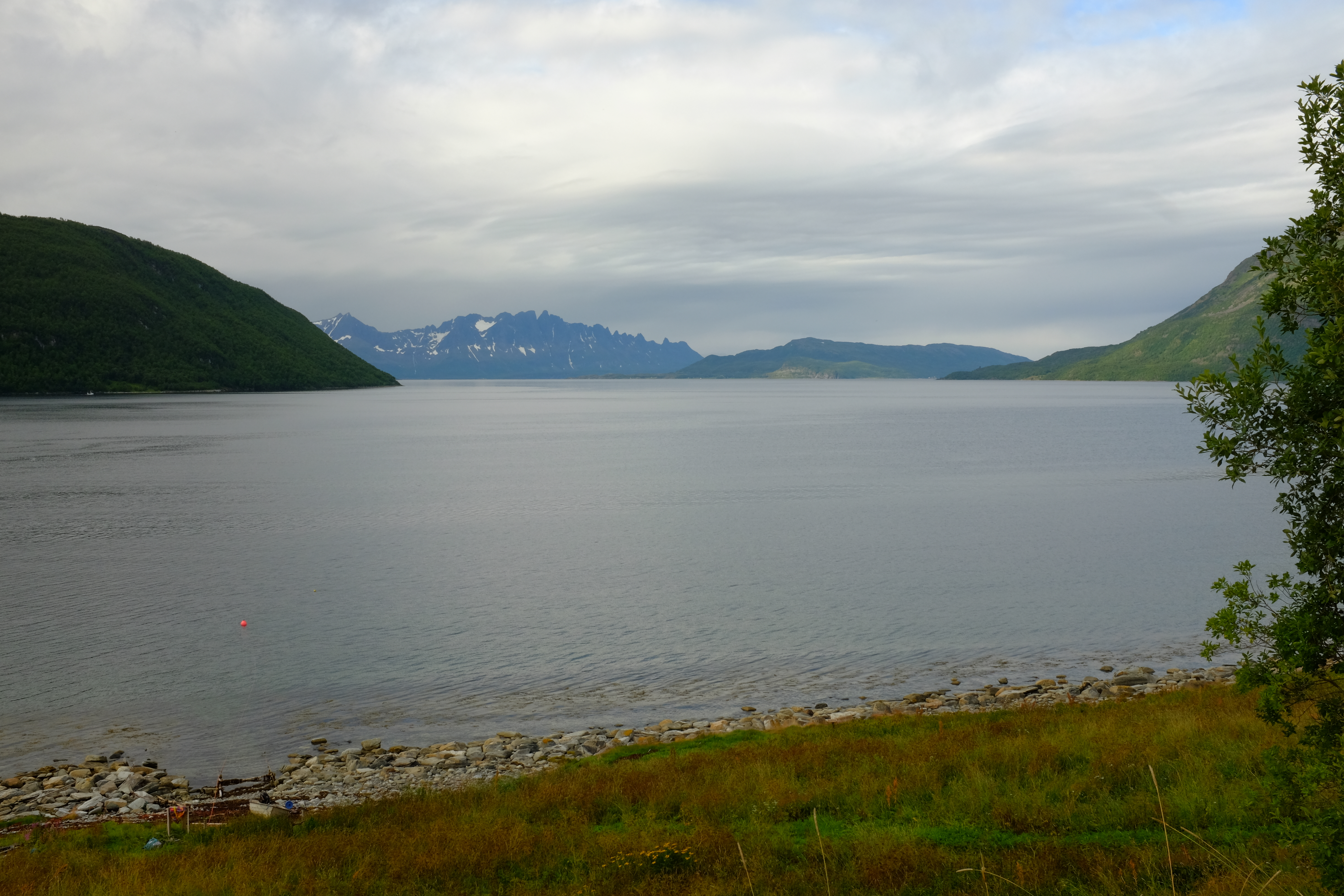
Blick auf den Kvænangen-Fjord

Die Gemeinde grenzt an Loppa im Norden, Alta im Osten, Kautokeino im Südosten sowie Nordreisa im Südwesten und Westen. Des Weiteren besteht im Westen eine im Meer verlaufende Grenze zur Kommune Skjervøy. Von Nordwesten kommen schneidet sich der Fjord Kvænangen in die Gemeinde ein. In diesem liegen mehrere kleinere Inseln. So etwa die heute unbewohnte Insel Skorpa. Neben dem Gebiet um das Fjord umfasst die Kommune Kvænangen auch Teile des Küstenhinterlands. Bis auf die weitgehend schmalen Küstenstreifen ist das Gemeindeareal von Bergen geprägt. Mehrere Erhebungen erreichen Höhen von über 1000 moh. Die Erhebung Beahcegealháldi auf der Südgrenze stellt mit einer Höhe von 1323,96 moh. den höchsten Punkt der Kommune Kvænangen dar. Auf der Grenze zu Loppa im Norden befindet sich der Gletscher Øksfjordjøkelen.

## Einwohner
Ein großer Teil der Einwohner hat samische Vorfahren. Durch die Norwegisierungspolitik verschwand die samische Kultur und der Gebrauch der samischen Sprachen weitgehend. Des Weiteren gibt es Kvenen, also Nachfahren von finnischen Einwanderern. Die dichteste Besiedlung liegt um die Ortschaft Burfjord im Osten des Kvænangen-Fjords vor. In den 1950er-Jahren wuchs die Einwohnerzahl zunächst noch an, später begann sie zu sinken. Burfjord ist der einzige sogenannte Tettsted, also die einzige Ansiedlung, die für statistische Zwecke als eine Ortschaft gewertet wird. Zum 1. Januar 2024 lebten dort 415 Einwohner. Ein weiterer kleinerer Ort ist Alteidet, das etwas nördlich von Burfjord liegt.
Die Einwohner der Gemeinde werden Kvænangsværing genannt. Kvænangen hat wie viele andere Kommunen der Provinz Troms og Finnmark weder Nynorsk noch Bokmål als offizielle Sprachform, sondern ist in dieser Frage neutral.
| Jahr          | 1986 | 1990 | 1995 | 2000 | 2005 | 2010 | 2015 | 2020 | 2025 |
| ------------- | ---- | ---- | ---- | ---- | ---- | ---- | ---- | ---- | ---- |
| Einwohnerzahl | 1691 | 1615 | 1602 | 1435 | 1401 | 1316 | 1226 | 1191 | 1131 |

## Geschichte

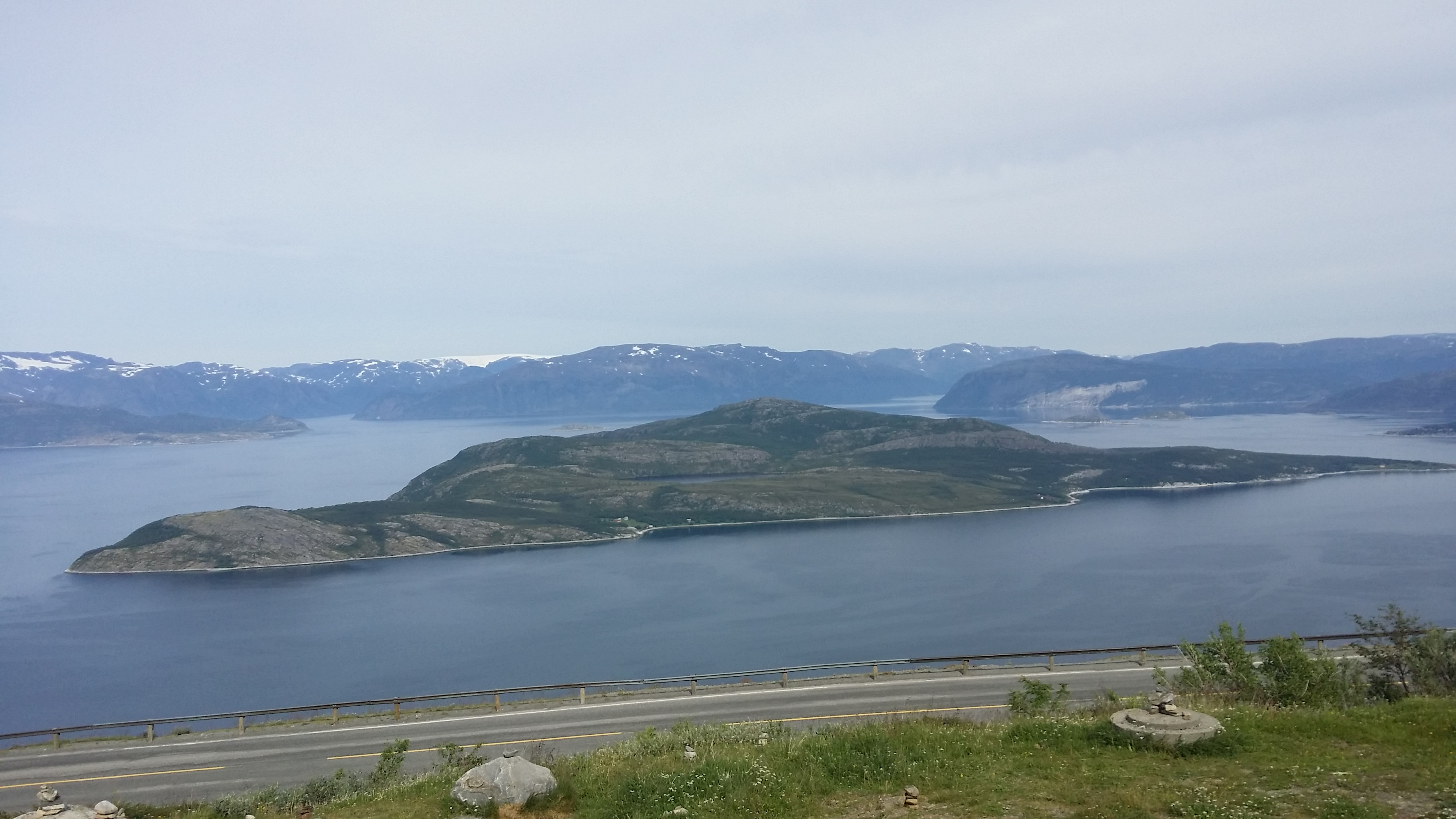
Blick auf die Insel Skorpa

Die Kommune Kvænangen entstand im Jahr 1863, als sie von Skjervøy ausgegliedert wurde. Kvænangen hatte bei seiner Gründung 1677 Einwohner. Skjervøy verblieb mit 2785 Personen. Zum 1. Januar 1965 wurde eine von zwölf Personen bewohnte Gegend von Skjervøy an Kvænangen überführt. Im Jahr 1972 folgte ein weiteres unbewohntes Gebiet.
Auf der Insel Skorpa war im Mai und Juni 1940, nach der deutschen Invasion Norwegens, ein norwegisches Kriegsgefangenenlager für rund 450 gefangene deutsche Soldaten und internierte Besatzungen deutscher Handels- und Fischereischiffe eingerichtet. Während der deutschen Besatzung Norwegens existierte in Kvænangen ein Arbeitslager der Wehrmacht. Die Gefangenen wurden von der Bevölkerung mit Lebensmitteln unterstützt und hatten daher vergleichsweise gute Haftbedingungen. Beim Rückzug der Deutschen wurde das Lager zwangsevakuiert und niedergebrannt.
In der Kommune liegen mehrere Kirchen. Die Skorpa kirke im Osten der Insel Skorpa ist eine Holzkirche aus dem Jahr 1850. Die Burfjord kirke ist ebenfalls eine Holzkirche. Sie wird erst seit 2009 als Kirche genutzt.

## Wirtschaft und Infrastruktur

### Verkehr

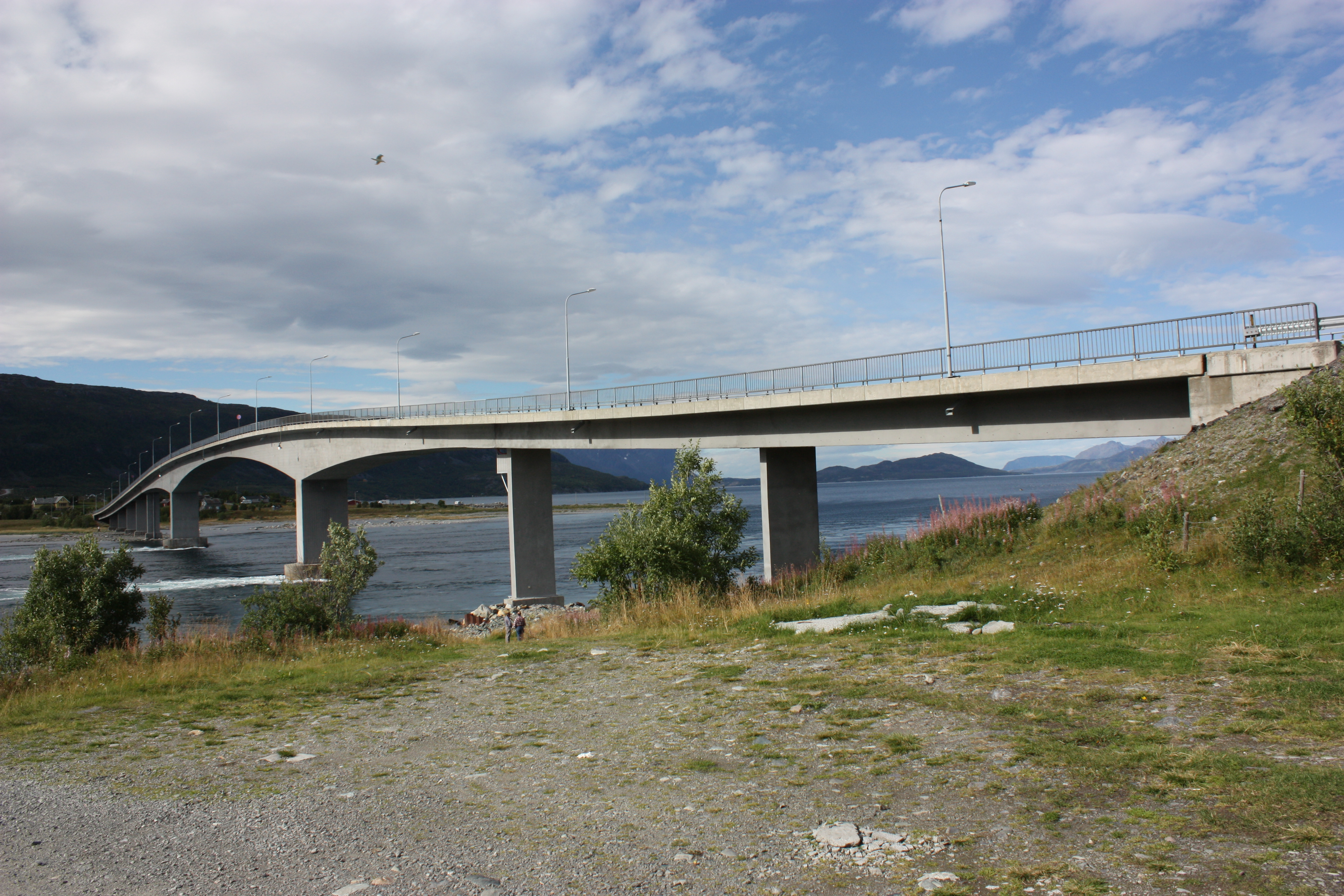
Brücke Sørstraumen bru

Durch die Kommune führt die Europastraße 6 (E6). Diese führt von Westen kommend am Westufer des Kvænangen-Fjords entlang, bevor sie über die Brücke Sørstraumen bru hinweg über den Fjord weiter in den Osten führt. In ihrem weiteren Verlauf führt sie in den Norden, durch die Ortschaft Burfjord hindurch und weiter nach Alta. Früher führte die E6 nicht über eine Brücke über den Fjord, sondern weiter am Fjord zunächst in den Süden und dann wieder in den Norden. Die Straße wird heute als Fylkesvei weiter genutzt. Die bewohnten Inseln sowie kleinere Orte ohne Straßenanbindung werden über Boote angesteuert.
Im Dezember 2023 öffnete der 3,4 Kilometer lange Kvænangsfjelltunnel, ein Teil des Tunnelprojekts, das die E6 ganzjährlich passierbar machen sollte. Zuvor führte die E6 an der Westgrenze zu Nordreisa über den Berg Kvænangsfjellet und war im Winter häufig aufgrund von Lawinengefahr gesperrt. Da die E6 in dieser Region Norwegens die einzige Verbindungsstraße darstellt, wurde das Land bei Sperren in zwei Teile gespalten. Bei einer Überschwemmung Ende Mai 2022 wurde die E6-Brücke Badderen bru über den Fluss Badderelva beschädigt und von der Behörde Statens vegvesen als irreparabel eingestuft. Damit einher ging eine nur über Finnland umfahrbare temporäre Unterbrechung des nordnorwegischen Straßennetzes.

### Wirtschaft
Traditionell war die Fischerei und die Landwirtschaft die Grundlage der Wirtschaft. Mit der Zeit ging deren Bedeutung allerdings zurück. Aufgrund des in der Kommune vorherrschenden Klimas ist die Landwirtschaft vor allem auf den Anbau von Futter und die Tierhaltung beschränkt. Der Bereich der industriellen Produktion ist von geringerer Bedeutung für die Kommune und ist vor allem im Bereich der Fischverarbeitung anzusiedeln. Tourismus findet überwiegend auf dem Gebiet des Naturtourismus statt. Im Jahr 2020 arbeiteten von etwa 540 Arbeitstätigen etwa 400 in Kvænangen selbst, der Rest verteilte sich auf Kommunen wie Alta, Tromsø und Nordreisa.

## Name
Kvænangen wurde im Jahr 1567 als Quenanngenn erwähnt. Der Name setzt sich aus den beiden Bestandteilen „kven“ und „angr“ zusammen, erster leitet sich von Name des Volks der Kvenen ab, „angr“ steht hingegen für eine enge Bucht oder einen engen Fjord.

## Persönlichkeiten
- Anders Larsen (1870–1949), samischer Journalist und Autor